# Kalynda
Koordinaten: 36° 45′ 1″ N, 28° 50′ 9″ O
Kalynda (altgriechisch Κάλυνδα, lateinisch Calynda) ist eine antike Stadt nahe dem heutigen Şerefler etwa 4 Kilometer östlich von Dalaman im gleichnamigen Bezirk der türkischen Provinz Muğla. In der Antike lag sie im Grenzgebiet der antiken Landschaften Karien und Lykien.

## Geschichte
Herodot zufolge dürfte das Territorium Kalyndas in klassischer Zeit an dasjenige von Kaunos gegrenzt haben, unter dessen Vorherrschaft Kalynda vor Mitte des 2. Jahrhunderts v. Chr. geriet. Herodots Interesse galt der Beteiligung der Stadt an den Perserkriegen, denn der Dynast Damasithymos von Kalynda stellte Schiffe auf Seiten des persischen Großkönigs Xerxes in der Seeschlacht von Salamis. Mitte des 5. Jahrhunderts v. Chr. war Kalynda Mitglied des delisch-attischen Seebundes.
In hellenistischer Zeit wechselte die Vorherrschaft über Kalynda mehrfach. Mitte des 3. Jahrhunderts v. Chr. war die Stadt ptolemäisch, 166 v. Chr. stand sie unter kaunischer Hegemonie, wenige Jahre später stellte sich Kalynda unter rhodische Vorherrschaft. Im 1. Jahrhundert v. Chr. geriet die Stadt erneut zu Kaunos. Nach dem Zollgesetz von Andriake dürfte Kalynda seit Nero wie auch Kaunos und Lydai dem lykischen Bund angehört haben.
Auch griechische Inschriften aus Kaunos und Lykien erwähnen Kalynda und bezeugen die engen Verbindungen zu den Nachbarstädten Kaunos und Lydai auch in der römischen Kaiserzeit. Nach dem schweren Erdbeben in Lykien des Jahres 141 n. Chr. erhielt Kalynda wie viele andere lykische Städte Zuwendungen durch den großen Wohltäter Opramoas aus Rhodiapolis.

## Archäologie
Eine Mauer umfasste die etwa vier Hektar große Stadt, zu der eine kleine hellenistische Akropolis und eine Felsgräbernekropole gehören.